# Heterogramma bogusalis
Heterogramma bogusalis là một loài bướm đêm trong họ Noctuidae.